# Texas Hold'em
Texas Hold 'em er i dag den mest populære pokervariant. Spillet spilles både online på internettet, i pokerklubber og på casino.
Der kan være fra 2 til 22 spillere. Man spiller dog sjældent flere end 12. Hver spiller får hver tildelt to personlige kort (hole cards) som ikke må vises til andre. På bordet kommer der til at ligge 5 fælleskort, som ingen kender fra start.
I Texas Hold'em poker vinder man ved at danne den bedste pokerhånd med 5 kort ud fra ens egne kort og de fælleskort der efterhånden vendes på bordet. Man kan også vinde ved at få de andre spillere til at opgive (fold'e) deres kort inden showdown.
En omgang ser ud således:
- Hver spiller får 2 kort på hånden. Første betting-round. Herefter vendes fælleskort 1, 2 og 3 (the flop).
- Anden betting-round. Herefter vendes fælleskort 4 (the turn).
- Tredje betting-round. Fælleskort 5 vendes (the river)
- Fjerde betting-round. Showdown – pokerhænderne sammenlignes og vinderen findes.

Texas Hold'em kan spilles med forskellig betting-struktur. De almindeligste er limit, pot-limit og no-limit. 	 
I limit strukturen kan en spiller bette eller raise et fast beløb. Der kan højst bettes eller raises 4 gange pr. betting-round. Beløbet der satses er dobbelt så stort i de to sidste omgange.
I pot-limit kan en spiller maksimalt bette det beløb, der allerede er i puljen. Hvis en anden spiller allerede har bettet, er det tilladt at hæve indsatsen med værdien af puljen sammenlagt med værdien, som spilleren skal betale for at kalde.
I no-limit er der ingen grænser. Enhver spiller kan når som helst det er hans tur gå all-in, det vil sige at sætte resten af sin pengebeholdning på spil. 
På trods af, at grundreglerne i Texas Hold'em altid er de samme, er betting-strukturen meget afgørende for, hvad den bedste strategi er. No-limit Texas Hold'em er i praksis et helt andet spil end limit Hold'em.
I pokerens femkamp, HORSE, er limit Texas hold'em første disciplin.